# Zolota Poleana, Krîvîi Rih
Zolota Poleana (în ucraineană Золота Поляна) este un sat în comuna Novopillea din raionul Krîvîi Rih, regiunea Dnipropetrovsk, Ucraina.

## Demografie
Componența lingvistică a localității Zolota Poleana
     Ucraineană (96,33%)
     Rusă (3,67%)
Conform recensământului din 2001, majoritatea populației localității Zolota Poleana era vorbitoare de ucraineană (96,33%), existând în minoritate și vorbitori de rusă (3,67%).